# Austrocarabodes
Austrocarabodes är ett släkte av kvalster. Austrocarabodes ingår i familjen Carabodidae.

## Bildgalleri

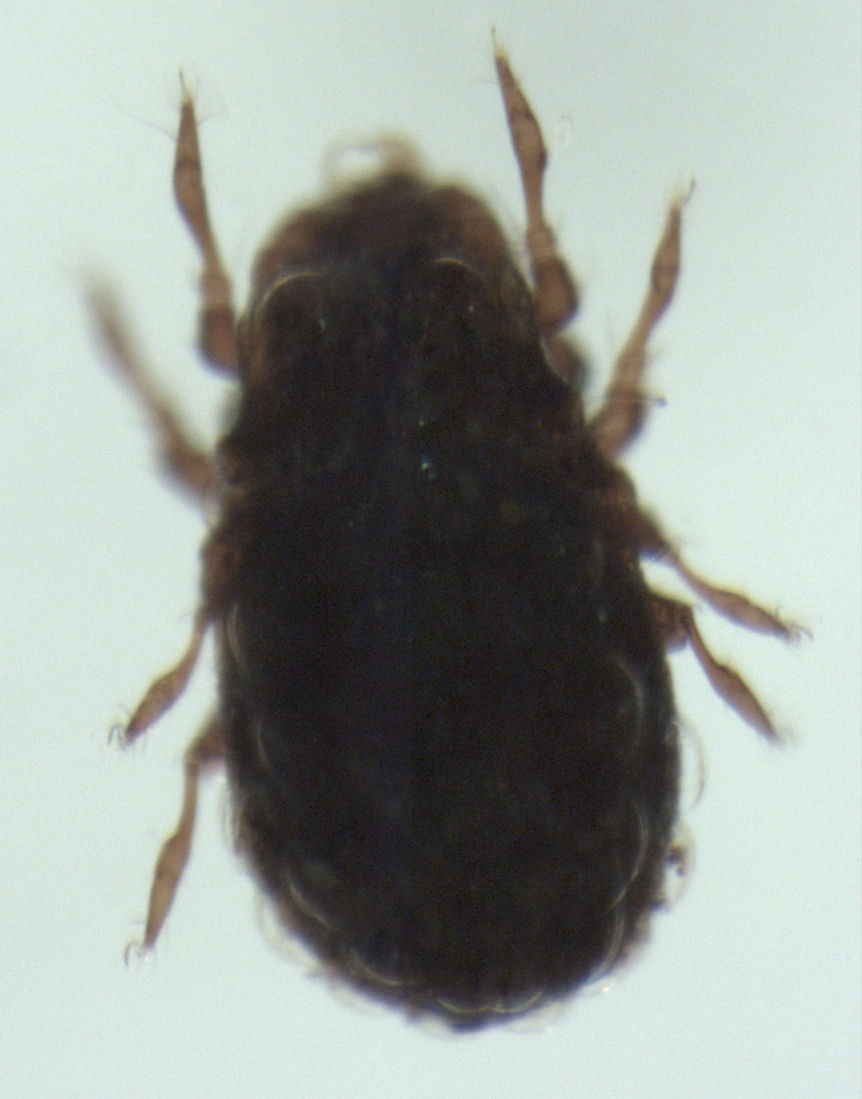

## Dottertaxa tillAustrocarabodes, i alfabetisk ordning[1]
- Austrocarabodes agalawatta
- Austrocarabodes agressor
- Austrocarabodes albidus
- Austrocarabodes alveolatus
- Austrocarabodes angulatus
- Austrocarabodes arrogans
- Austrocarabodes australis
- Austrocarabodes bacilliger
- Austrocarabodes bellicosus
- Austrocarabodes boninensis
- Austrocarabodes butiae
- Austrocarabodes cadeti
- Austrocarabodes cellularis
- Austrocarabodes corpulentus
- Austrocarabodes costulatus
- Austrocarabodes crenellatus
- Austrocarabodes crinitus
- Austrocarabodes curvisetiger
- Austrocarabodes davisi
- Austrocarabodes elegans
- Austrocarabodes ensifer
- Austrocarabodes erectus
- Austrocarabodes falcatus
- Austrocarabodes fenestratus
- Austrocarabodes flabellifer
- Austrocarabodes foliaceisetus
- Austrocarabodes glabrus
- Austrocarabodes grandis
- Austrocarabodes gressitti
- Austrocarabodes haradai
- Austrocarabodes heterotrichosus
- Austrocarabodes horridus
- Austrocarabodes imperfectus
- Austrocarabodes incrustatus
- Austrocarabodes intermedius
- Austrocarabodes latissimus
- Austrocarabodes lepidus
- Austrocarabodes longulus
- Austrocarabodes lunaris
- Austrocarabodes maculatus
- Austrocarabodes microlaminatus
- Austrocarabodes minitricha
- Austrocarabodes mixtus
- Austrocarabodes nodosus
- Austrocarabodes obsoletus
- Austrocarabodes ocellatus
- Austrocarabodes pentatrichus
- Austrocarabodes picturatus
- Austrocarabodes pinnatus
- Austrocarabodes polytrichus
- Austrocarabodes pseudoreticulatus
- Austrocarabodes rimosus
- Austrocarabodes rugosus
- Austrocarabodes schauenbergi
- Austrocarabodes schwartzi
- Austrocarabodes secundus
- Austrocarabodes similis
- Austrocarabodes sinuosociliatus
- Austrocarabodes sordidus
- Austrocarabodes spathulatus
- Austrocarabodes sphaeroideus
- Austrocarabodes sphaerula
- Austrocarabodes szentivanyi
- Austrocarabodes tarandus
- Austrocarabodes travei
- Austrocarabodes trichosus
- Austrocarabodes vaucheri
- Austrocarabodes verrucatus